# Galina Shabshai
Galyna Shabshai (n. 25 decembrie 1980 la Donetsk, Ucraina) este psiholog, scriitor ucrainean și israelian, expert în psihoterapie integrativă. Activitățile sale vizează dezvoltarea potențialului unei persoane și asistența în rezolvarea problemelor psihologice.

## Biografie

### Viața timpurie și educația
Shabshai a fost educat la Academia de Muzică de Stat Prokofiev din Donețk și a absolvit Școala de Afaceri și Antreprenoriat din Donețk, Ucraina. Din 2016, Shabshai este corespondent de cercetare la G. S. Kostiuk Institute of Psychologyal Academia Națională de Științe ale Educației din Ucraina.
Shabshai a finalizat programul internațional "Internship Program in Psychology: Specialiști în competitivitate, tehnologie și inovare": Cadre britanice în educație și știință" în 2022 august.

## Activități științifice
Shabshai este membru al Academiei de Științe Psihologice din Ucraina din 2017, al Societății Psihologilor din Ucraina din mai 2018, membru al Asociației Americane de Psihologie din 2022 și membru al Asociației Neuropsihologilor din Ucraina din 2023.
Din 2020, Shabshai a efectuat cercetări privind impactul pandemiei COVID-19 asupra sănătății mintale a oamenilor, dezvoltând metode de prevenire a tulburărilor mintale legate de criză.
Cea mai recentă lucrare științifică a sa este Monografia "Psihoterapie integrativă și coaching proactiv al sistemului persoană-întreprindere-familie în modalitatea Codului sursă personal". În procesul de redactare a monografiei, Peter Saville și Don Edward Beck au fost înrolați în calitate de consultanți și au evidențiat importanța cercetării și a metodologiei prezentate în monografie. Peter Saville este expert în psihometrie, iar Don Beck este o autoritate în domeniul Dinamicii Spirale și al evoluției culturale. În 2022, pe baza rezultatelor cercetării prezentate în monografie, a fost publicată cartea "Codul sursă personal". De asemenea, în timpul activităților de cercetare la Institutul de Psihologie G.S. Kostiuk al Academiei Naționale de Științe ale Educației din Ucraina, Shabshai a scris și publicat mai multe cărți: Emotional Burnout, EQ killer, Inteligența emoțională în vânzări.

### Conferințe
- A fost speaker la "III International Conference on Fundamental and Applied Issues of Cognitive-Behavioral Sciences", care a avut loc în martie 2017, unde a prezentat o lucrare despre ultimele evoluții în stilurile cognitive ale Individualității.[18]
- A participat la conferința internațională "Psychooncology-2019", care a avut loc în septembrie 2019, la Kiev, Ucraina.
- A fost speaker la seminarul științific și practic internațional "Psihodiagnosticul clinic: Measurement, Operationalization, Supervision", desfășurat în iunie 2021, unde a prezentat cercetările sale în domeniul psihodiagnosticului clinic.[19]
- A participat la conferința internațională "Cognitive neuroscience and Clinical Neuropsychology: The Beginning of a New Path in Ukraine", desfășurată în iulie 2022, unde a jucat un rol activ în discuțiile privind ultimele evoluții în neuroștiința cognitivă și neuropsihologia clinică.
- A fost vorbitor la evenimentul internațional "Ziua Mondială a Sănătății Mintale 2022", care a avut loc în octombrie 2022.[20]

## Activități comerciale
Shabshai a fondat și a condus mai multe companii în domeniul consultanței în afaceri, al psihologiei și al psihoterapiei. Shabshai este, de asemenea, scriitor și este autorul mai multor bloguri de afaceri.
În 2003, a fondat Centrul Cultural și Educațional, o organizație non-profit care a dezvoltat tehnici în domeniul psihologiei, psihoterapiei și teatrului.
În 2013, ea și soțul ei au creat și brevetat "Sistemul Shabshai" pentru creșterea coeficientului de eficiență personală.
În 2017, Shabshai și soțul ei au deschis Centrul de retragere Shabshai SPA în Spania, pe Costa Brava. Centrul a fost creat pentru a testa tehnici de psihoterapie, psihologie, filozofie și matematică a conștiinței.
În 2019, Shabshai a fondat Castelul Shabshai din Spania, o agenție de turism de afaceri și de familie.
În 2019, ea și partenerii ei au fondat Shabshai Technology în Statele Unite. Compania este angajată în activități de cercetare și comerciale în domeniul psihoterapiei integrale. Domeniile de cercetare și de dezvoltare a metodelor companiei includ bunăstarea profesională și emoțională, metode pentru dezvoltarea inteligenței emoționale și îmbunătățirea performanțelor cognitive.

## Premii și recunoaștere
Shabshai este recomandat de Asociația Andrologilor ca și consultant în domeniul îngrijirii familiale și psihologice. În 2022, a primit Diploma Word order cultural diplomacy și Ordinul Word order cultural diplomacy pentru contribuțiile sale în domeniul diplomației culturale.

## Familie
Soțul lui Galina Shabshay, Yefim Shabshay, este scriitor, regizor și actor israelian, precum și autor de cărți despre inteligență emoțională și dezvoltare personală.